# Загублені в Мюнхені
«Загублені в Мюнхені» (чеськ. Ztraceni v Mnichově) — чеський комедійно-драматичний фільм, знятий Петром Зеленкою. Світова прем'єра стрічки відбулась 8 жовтня 2015 року на Лондонському кінофестивалі. Фільм розповідає про події навколо 90-річного папуги, який ще пам'ятає уривки діалогів між прем'єр-міністрами Франції і Великої Британії та Адольфом Гітлером. Назва стрічки посилається на Мюнхенську угоду, коли французький та британський прем'єр-міністри дозволили Німеччині анексувати Судетську область Чехії.
Фільм був висунутий Чехією на премію «Оскар» за найкращий фільм іноземною мовою.

## У ролях
- Мартін Мишічка
- Яна Плодкова
- Марек Тацлік
- Томаш Бамбушек
- Їтка Шнайдерова

## Визнання
| Нагороди та номінації фільму «Загублені в Мюнхені» | Нагороди та номінації фільму «Загублені в Мюнхені» | Нагороди та номінації фільму «Загублені в Мюнхені» | Нагороди та номінації фільму «Загублені в Мюнхені» | Нагороди та номінації фільму «Загублені в Мюнхені» | Нагороди та номінації фільму «Загублені в Мюнхені» |
| Рік                                                | Кінопремія / Кінофестиваль                         | Категорія / Нагорода                               | Номінант                                           | Результат                                          |                                                    |
| -------------------------------------------------- | -------------------------------------------------- | -------------------------------------------------- | -------------------------------------------------- | -------------------------------------------------- | -------------------------------------------------- |
| 2016                                               | Премія «Чеський лев»                               | Найкращий фільм                                    | «Загублені в Мюнхені»                              | Номінація                                          |                                                    |
| 2016                                               | Премія «Чеський лев»                               | Найкращий режисер                                  | Петр Зеленка                                       | Номінація                                          |                                                    |
| 2016                                               | Премія «Чеський лев»                               | Найкращий сценарій                                 | Петр Зеленка                                       | Перемога                                           |                                                    |
| 2016                                               | Премія «Чеський лев»                               | Найкращий актор                                    | Мартін Мишічка                                     | Номінація                                          |                                                    |
| 2016                                               | Премія «Чеський лев»                               | Найкраща акторка                                   | Яна Плодкова                                       | Номінація                                          |                                                    |
| 2016                                               | Премія «Чеський лев»                               | Найкращий актор другого плану                      | Марек Тацлік                                       | Номінація                                          |                                                    |
| 2016                                               | Премія «Чеський лев»                               | Найкращий актор другого плану                      | Томаш Бамбушек                                     | Номінація                                          |                                                    |
| 2016                                               | Премія «Чеський лев»                               | Найкраща акторка другого плану                     | Їтка Шнайдерова                                    | Номінація                                          |                                                    |
| 2016                                               | Премія «Чеський лев»                               | Найкращий звук                                     | Міхал Голубец                                      | Номінація                                          |                                                    |